# 히가시촌 (오이타현)
히가시촌(東村)은 오이타현 하야미군에 있던 촌이다. 현재의 기쓰키시의 일부에 해당한다.

## 역사
- 1889년 4월 1일 - 정촌제 시행에 의해 하야미군 히가시촌이 성립하였다.
- 1936년 1월 1일 - 기스키정에 편입해, 동일 히가시촌은 폐지되었다.

## 참고문헌
- 角川日本地名大辞典 44 大分県
- 『市町村名変遷辞典』東京堂出版、1990年。